# Pidonia fujisana
Pidonia fujisana là một loài bọ cánh cứng trong họ Cerambycidae.